# Larry Heard
Larry Heard (31 de mayo de 1960) es un músico radicado en Memphis, EE. UU., que lleva produciendo Chicago house desde los orígenes del house hacia mediados de los años 1980. También fue el líder del influyente grupo Fingers Inc. y ha publicado música en solitario bajo diferentes nombres, el más famoso de los cuales es Mr. Fingers.

## Carrera
Nacido en el sur de Chicago, creció escuchando jazz y discos de la Motown en casa, siendo capaz de tocar diferentes instrumentos musicales desde su infancia. Antes de comenzar su carrera musical en 1983, participó en bandas de jazz fusion como Infinity, en la que tocaban entonces futuras estrellas del house como Adonis. Esta primera etapa le sirvió para practicar diferentes instrumentos, desde la percusión a los sintetizadores, hacia los que se fue orientando cada vez más. En 1984 compró su primera caja de ritmos, produciendo en los siguientes días a la compra varios temas considerados hoy como clásicos del primer house. Entre ellos se cuentan "Mystery of Love," "Washing Machine" y "Can You Feel It". Su primer vinilo fue "Donnie", publicado en DJ International. Posteriormente, conoció a Robert Owens, vocalista con el que grabó varios de sus trabajos y con el que formó el grupo Fingers Inc. Tras la explosión definitiva de la escena house hacia 1986, Larry Heard pasó a publicar docenas de singles en los siguientes años.
La mayor parte de la música de Heard fue publicado y sigue publicándose bajo diferentes alias, entre los que se incluyen Fingers Inc., Mr. Fingers, Loosefingers, Fingers, House Factors y Trio Zero.

## Discografía seleccionada

### Álbumes
- Art (2010) (With Robert Owens & Atjazz)
- Loose Fingers (soundtrack from the Duality Double-Play) (2005)
- Where Life Begins (2003)
- Love's Arrival (2001)
- Genesis (1999)
- Dance 2000 Part 2 (1998)
- Dance 2000 Part 1 (1997)
- Alien (1996)
- Sceneries Not Songs Volume Tu (aka Ice Castles) (1995)
- Sceneries Not Songs Volume 1 (1994)
- Introduction (1992)
- Ammnesia (1988)
- Another Side (1988) (Featuring Robert Owens & Ron Wilson)

### Singles/EP
- "Mystery of Love" (1985, DJ International)
- "Bring Down the Walls" (1986, Trax)
- "Can You Feel It" (1986, Trax)
- "A Path" (1987, Alleviated)
- "Distant Planet" (1988, Alleviated)
- "A Love of My Own" (1988, Alleviated)
- "On a Corner Called Jazz" (1992, MCA)
- "What About this Love?" (1992, MCA)
- "Closer" (1992, MCA)
- "The Complete "Can You Feel It" (2004)
- "Dead-End Alley" (1989, MCA)
- "25 Years From Alpha" (2008, Alleviated)

### Otros
- Acid LP (1988)
- Inspirations (2001)
- We Call it Acieeed (2002)
- The Wild Bunch: The Original Underground Massive Attack (2002)
- Original Chicago House Classics (2002)
- Mastercuts Bar Social, Vol. 2 (2002)
- Serie Noire 2 (2003)
- Move Your Body: The Evolution of Chicago House (2003)
- Ministry of Sound: Late Night Sessions (2003)
- Inspirations (2 CD) (2003)
- Culture Club Compilation (2003)